# Mudlapur, Koppal
Mudlapur là một làng thuộc tehsil Koppal, huyện Koppal, bang Karnataka, Ấn Độ.